# Кркњаш Вели
Кркњаш Вели је мало ненасељено острвце у хрватском делу Јадранског мора у акваторији Града Трогира.
Налази се око 0,6 км источно од острва Дрвеника Велог, а јужно од острвца Кркњаша Малог.
Пловећи с Кркњаша Велог према југу се улази у Шолтански канал, љ према истоку се улази у Сплитски канал.
Површина острва износи 0,097 км². Дужина обалне линије је 1,32 км.. Највиши врх на острву је висок 14 метара.